# بییالبییا د بورگس
بییالبییا د بورگس (به اسپانیایی: Villalbilla de Burgos) یک شهرستان در اسپانیا است که در استان بورگس واقع شده‌است.

## خصوصیات
بییالبییا د بورگس ۱۴ کیلومترمربع مساحت و ۸۱۹ نفر جمعیت دارد.